# Terska dolina
Terska dolina (italijansko Alta Val Torre, furlansko Val Tor) leži v najbolj vzhodnem delu Benečije in Beneške Slovenije ob meji z republiko Slovenijo.

## Poselitev in naselja
Dolina leži med gorami Julijskih predalp v porečju reke Ter in njenih pritokov. Območje obsega približno 300 km² in zaobjema razpršena naselja okrog izvira reke Ter: Njivica (it. Vedronza), Zavarh (it. Villanova), Bardo (it. Lusevera), Brijeh (it. Pers), Podbardo (it. Cesariis) in Ter (it. Pradielis). Nad dolino se dvigajo vrhovi, med katerimi so najvišji Muzci (1869 m). Terska dolina je najbolj zahodno območje, kjer živijo Slovenci.  in je del Naravnega parka Prealpi Giulie.

## Hidrografija in geografija
Območje Terske doline je del Beneškega hribovja, ki je v celoti del porečja reke Soče, saj se reka Ter izliva v Sočo in predstavlja del Julijskih Predalp, ki se začnejo v Goriških Brdih ter končajo na vzhodni strani doline reke Tilment. Na severu dolino zapira pogorje Muzcev (it. Musi), ki se razteza med Velikim Karmanom (it. Mt. Chiampon) na zahodu in Brinico (it. Gran Monte) na vzhodu. Porečje Tera se začne v dolini pod Muzci. Vode Tera se kot podtalnica zbirajo pod melišči ob njihovem vznožju, in ko podtalnica doseže določeno višino in obseg, Ter izbruhne na površje izpod nasipin pri naselju Tantaviele (630 m n.m.). Spomladi, ob taljenju snega, in ob močnih nalivih, se vode Tera pojavijo v obliki hudournikov. Površinskih voda skorajda ni. Dolina Tera in njegovih pritokov večji del potekajo v smeri proti jugozahodu, proti Furlanski nižini.
Porečje Tera bi lahko razdelili na tri dele:
- območje, kjer se zbirajo podtalne vode, bi lahko imenovali zgornji Ter;
- srednji tok Tera je predel od izvira do Čente (it.Tarcento);
- spodnji Ter je njegov ravninski tok od Cente do izliva v Sočo.

## Geologija
Pobočja Terske doline so razjedle globoke grape predvsem zaradi prevladujoče flišne kamninske sestave. V geološki sestavi tako prevladuje eocenski fliš, pri katerem se izmenjujejo trdnejše kamnine kot je peščenjak z laporjem, konglomeratom in brečo, vmes pa so pole krednega apnenca. Ravnega sveta je malo in ta je predvsem v obliki ozkih polic in teras vzdolž vodotokov, marsikje pa je zaradi strmih pobočij prostor le za reko in cesto. Terase so prebivalci izkoristili za naselja in skromne obdelovalne površine. Naselja so se stisnila tudi ob hrbte in pregibe razbrazdanih pobočij. Terasa, na kateri stoji naselje Bardo/Lusevera je izjemen primer, »...ker se zdi, da gre za ostanek velikega ledeniškega morenskega nasipa, katerega sestav je viden v tamkajšnjem peskokopu. Tega obdaja nekaj terasastega sveta, ki bi lahko imel značaj ledeniško-rečnih teras....« 

### Krasoslovje
Posebnost Terske doline je tudi kraški relief, predvsem na pobočjih gore Bernadije (it. Bernadia). Tam najdemo večje kraške jame kot so Zavarške jame: 
- Nova jama (it. Grotta Nuova di Villanuova), naj bi bila med največjimi jamami v Italiji. Odkril jo je domačin Peter Negro, Slovenec po rodu in ljudski pesnik. Vanjo so se jamarji prvič spustili leta 1925.
- Jama Dóvica, ki je dolga 2491 m, katere strme galerije, po katerih tečejo številni potočki, so povezane z ozkimi hodniki, je zanimiva v znanstvenem pogledu zaradi erozijskih pojavov na vlažnih stenah.
- Uiántska jama, v njej so našli kosti in zobovja jamskega medveda rosomaha, lisice, voluharjev.

Ta jamski svet je nastal v ledeni dobi, ko so bili Muzci in Bardska dolina prekriti z ledenikom. Planota Barnadije je ovirala pomikanje ledenika proti jugu, zato pa je vsrkavala vode talečega se ledenika, ki so raztapljale apnečaste plasti. Tam, kjer se je pretakala voda, so nastale praznine. Po drugi strani pa je pretakajoča se voda na svoji poti odlagala raztopljeni apnenec, ki je začel tvoriti stalaktitne in stalagmitne oblike.

## Zgodovina
Geografska lastnost doline, ki predstavlja prehod iz ravninskega v alpski svet, je botrovala nastanku meje med Beneško republiko in habsburško monarhijo.
Predniki današnjih Slovencev so se na območje vzhodne Furlanije in tako tudi Terske doline naseljevali v več valovih. Materialnih  ostankov o njihovi zgodnji prisotnosti je malo, glede pisnih virov pa se lahko opremo le na omembe v kroniki Historia Langobardorum langobardskega kronista Pavla Diakona (720-799). Langobardi so se po odhodu iz Panonije naselili v Italiji in leta 568 ustanovili svojo vojvodino. Na izpraznjeni prostor so se premaknili Slovani. Ostali so v soseščini Langobardov ter ves čas pritiskali na njihove meje. V prvem naselitvenem valu so prihajali z vzhoda preko Soče in s severa preko Koroške in Kanalske doline, dokler jih ni ustavil langobardski limes. Pavel Diakon je opisal več spopadov med Langobardi in Slovani, med njimi so bili najpomembnejši v letih 611, 664 in 720.
Odločilen strateški poseg proti širjenju Slovanov s severa v Furlanijo so Langobardi naredili v letih 623-626, ko so ponovno osvojili slovanski okraj v dolini Ziljice in ob zgornjem toku Bele na današnjem avstrijskem Koroškem. Slovani so morali odtlej Langobardom plačevati davek – vse do časa vladanja vojvode Ratchisa. Iz tega je razvidno, da so Slovenci od konca 6. stoletja do okoli leta 625 uspeli to ozemlje tako kolonizirati, da ga Pavel Diakon imenuje kar Schlavorum regio ali Slovenski okraj. Prvi slovanski plenilski pohod v samo Furlanijo pa se je zgodil šele leta 664. Langobardi so jih premagali v dolini reke Nadiže.
Zatem do leta 705 nimamo o Slovanih na tem območju nobenih zapisov. Tega leta so napadli langobardske pastirje, ki so pasli črede v bližini in so se utrdili na nedostopni in strmi gori. Furlanski vojvoda je doživel poraz, padlo je vse furlansko plemstvo. Dejstvo, da je bitka potekala na gori priča, da slovanska kolonizacija ni prišla do ravnine, in da so gorati predeli še vedno spadali v območje langobardskega limesa. Langobardsko vojvodstvo v Furlanski nižini je bilo v letih 705-720 že precej oslabelo, kar je bio najbrž odločilnega pomena za slovansko naseljevanje na območju med Sočo in Furlansko nižino. Na severu so Slovani verjetno v zadnji tretjini 7. stoletja naseljevali zgornje Posočje in se do tridesetih let 8. stoletja razširili na del današnje Beneške Slovenije. Ni pa podatkov, komu so bili po naselitvi podrejeni.
Pavel Diakon tudi poroča, da so Slovani/Slovenci leta 720 pri kraju Lavariana potolkli furlansko vojsko, nakar je furlanski vojvoda Pemon sklenil mir s Slovenci, tako imenovani »pax Lauriana«. Pemonov sin Ratchis je leta 738 napadel Kranjsko, domovino Slovencev, pobil precej Slovencev in uničil njihovo imetje. Kaj se je zgodilo po protinapadu Slovencev Pavel Diakon ne poroča, ve se le to, da Slovenci poslej niso več plačevali davkov furlanskim vojvodom. Polastili so se tudi nekaterih krajev na pobočjih nad Čedadom in Nemami, kjer so se ohranili do danes.
V nižinskih naseljih, kot so Oglej, Krmin, Iplis, Čedad, Neme, Rtin in Gumin so bivali pokristjanjeni Furlani. V Krminu je bil leta 737 sedež oglejskega patriarhata. Krajevna imena in zgodovinski dokumenti dokazujejo, da so bile slovenske naselbine tudi v notranjosti Furlanije, med rekama Stella in Tilment, kjer so se Slovenci na tihem naselili, dobili zemljo v last in od nje plačevali davek. Vendar zaradi ločenosti od večinskih rojakov niso imeli političnega pomena in so sčasoma izgubili svojo identiteto. O njihovi naselitvi pričajo le krajevna imena.
Limes, ki je varoval vzhodno mejo Furlanije, je vplival tudi na potek slovansko-romanske jezikovne meje, ki je bila očitna že v 8. stoletju.
Leta 774 je Karel Veliki premagal in uničil langobardsko državo in Furlanija je kot posebna vojaška marka prišla pod okrilje Frankovske države. Šele frankovsko gospostvo je prineslo številnejšo slovansko kolonizacijo, kar kažejo arheološke najdbe, saj so Franki uveljavili gospodarske ukrepe za čimvečji izkoristek obelovalnih površin in zato spodbujali priseljevanje. Razpadla je tudi frankovska država (843), in ko se je leta  962 oblikovalo sveto rimsko cesarstvo, je Furlanija postala sestavni del tega. Upravljali so jo mejni grofje.
Drugi naselitveni val je potekal od konca 10. stoletja dalje, ko je oglejski patriarh poskušal obnoviti gospodarstvo Furlanije, ki so ga opustošila madžarska plemena. Slovani so se tudi tokrat naseljevali tudi v notranjosti Furlanije, vendar je bila njihova naselitev preveč razpršena, da bi zdržala vpliv romanskega okolja. Ohranili so se v odmaknjenih goratih predelih in gorskih dolinah predalpskega sveta, v dolini Tera in Karnate, kljub dokaj močnemu romanskemu vplivu, saj so bila upravna, duhovna in trgovska središča v krajih takoj ob izteku reke v dolino: v Čenti, Nemah, Ahtnu, Fojdi, ki so bila popolnoma pofurlanjena.
O oglejski cerkvi je ohranjenih več pisnih virov. Oglejski patriarhat je imel od zgodje cerkvene zgodovine duhovno oblast nad območjem severnega Jadrana in v zaledju. Njihova moč in postopoma tudi posvetna oblast je rasla ob podpori vladarjev. Leta 1077 je cesar Henrik IV. ločil Furlanijo od Koroške in podelil Ogleju posvetno oblast nad ozemljem, nad katerim je imel dotlej le duhovno pristojnost. Z dejavnostjo oglejskega patriarhata je v pisnih virih povezano tudi ozemlje Terskih Slovencev. 
Leta 1420 je prenehala posvetna oblast oglejskega patriarhata in Furlanija je prišla pod oblast Beneške republike, z njo pa tudi mejni gorati predeli s slovenskim prebivalstvom. Kot drugod je bilo tudi ozemlje ob Teru porazdeljeno med domačo in tujo gospodo. Svoje fevdalne posesti so tam imeli med drugim oglejski patriarhat, nekateri samostani in čedajski kapitelj. Viri poročajo o sporih med fevdalci, največ zaradi pašnih območij in pravic. Ko so si ob koncu 16. stoletja Breginjci hoteli prisvojiti vse gorske pašnike, so se temu uprli tudi kraji kot Neme in Ahten. Spori na tem mejnem območju so nastajali tudi zaradi pronemške usmerjenosti nekaterih fevdalcev. Taki so bili na primer Goriški grofje. Ko so po letu 1500 izumrli, so njihove posesti podedovali Habsburžani. Mejni spori so se vlekli do sredine 18. stoletja, ko je bila končno določena meja med beneško in habsburško državo.
O življenju slovenskega prebivalstva v Terski dolini je le malo podatkov. Najstarejše mesto v Terski dolini je Bardo, ki se prvič omenja leta 1150. Leta 1161 se omenja Ter in 1170 Tipana. Spočetka so prebivalci Terske doline svoje mrtve pokopavali v dolini v tarčentski fari. Tarčentski župnik je oskrboval slovensko prebivalstvo v dolini. Za Slovence so že v 14. stoletju nastavljali duhovnike, ki so govorili slovensko oziroma v narečju. Leta 1607 so ustanovili poseben slovanski vikariat (vicariatus sclaborum) in vanj združili vasi Hoja, Smardeča, Stela, Zameja, Čiserija, Sedilo, Zavarh, Bardo, Ter in Podbardo. Vzdrževali so ga prebivalci. Leta 1736 so vikariat dobila tudi druga naselja, tako da je skupni slovanski vikariat prenehal obstajati.
Več listin je na razpolago od 17. stoletja dalje, ko je Beneška republika izpeljala lastninski popis. Iz popisa ozemlja ob Teru sledi, da se je prebivalstvo ukvarjalo pretežno z živinorejo (planšarstvo), ker so bili pogoji za poljedelstvo manj ugodni. Popisanih je bilo sedem slovenskih vasi, (ville slave) in njihove skupne posesti comugne, polja, gozdovi in pašniki. Po presoji beneških oblasti iz leta 1638 je bila poseljenost šibka, območje nerodovitno in gospodarstvo slabo razvito, prebivalstvo pa naj bi se hranilo predvsem s kostanjem. Slabo gospodarsko in socialno stanje je ostalo nespremenjeno tudi v naslednjih stoletjih: po propadu beneške države 1797, v času Napoleonove uprave in po združitvi Italije 1866. Boljši gospodarski pogoji so bili v času avstrijske vladavine od 1797 do 1866. Italija ni poznala stanja manjšin, tako da Slovenci niso uživali pravic manjšin. Ni bilo slovenskih šol, slovenski jezik je izginil iz bogoslužja. Kljub pospešeni italijanizaciji je po jezikovni statistiki leta 1891 vseh 3693 prebivalcev občine Tipana izjavilo, da govorijo slovensko narečje. Henrik Tuma, ki je ob koncu 19. in v začetku 20.stoletja raziskoval pokrajino okrog Tera, je izdelal podroben zemljevid s slovenskimi in furlanskimi imeni krajev, je leta 1933 zapisal v Planinskem vestniku, da je bilo prebivalstvo Beneške Slovenije do prve svetovne vojne čisto slovensko. Leta 1901 je občina Bardo štela 484 družin, od teh je bilo 469 slovenskih. Za Tersko dolino v drugi polovici 19. in v 20. stoletja je značilno močno izseljevanje prebivalstva, kar je močno poseglo v demografske, gospodarske in socialne razmere v dolini. Občina je leta 1911 še vedno imela okoli 3700 prebivalcev. Od tega je bilo odsotnih, to se pravi na delu drugje, okoli 16,65% prebivalcev; do leta 1951 je število prebivalcev padlo od 2258 in od teh je bilo odsotnih že 33%. Gospodarstvo je nazadovalo, kmetijska dejavnost se je opuščala. Povedano s številkami, je bilo leta 1900 v občinah Plestišča-Tipana-Bardo 3188 glav goveje živine, leta 1990 le še 88.
Največje nazadovanje za Tersko dolino se je začelo v obdobju fašizma, ki si je prizadeval za popolno asimilacijo. Slovencem je vzel narodne pravice, kot so uporaba slovenskega jezika, pravica do šolanja v maternem jeziku, pravica do osebnih in krajevnih imen,...

### Potres leta 1976
Potresa v maju in septembru leta 1976 sta prizadela severovzhodno Italijo, predvsem Furlanijo pa tudi Posočje. Glavna potresna sunka v maju je imel magnitudo 6,5 in drugi 15. septembra pa magnitudo 6,1 po Richterjevi lestvici. Globina žarišč je bila med 10 in 15 km z žariščem na območju Mt. San Simeone v severni Furlaniji. Potres je povzročil večjo gmotno škodo na površini približno 600 km². Škoda je bila ogromna. Najhuje je prizadelo območje doline reke Tilment. V Pušji vesi, Bardu in drugih je podrlo tudi cerkve. Najbolj poškodovane so bile zgradbe iz neobdelanega kamna, povezanega s slabo apneno malto. Škodo so bolj ali manj utrpeli v skupno 119 občinah v Videmski in Pordenonski pokrajini. Najhuje je bilo v naseljih Buia, Humin in Osoppo. 
V Sloveniji je bilo največ škode v Breginjskem kotu in naseljih Ladra, Smast, Trnovo in Srpenica. V teh naseljih je že po majskem potresu ostalo brez strehe nad
glavo več kakor 80 % prebivalcev.

## Narečje
Tersko narečje ali terščina je nekakšen živ muzej slovenskega jezika. Raziskoval in zapisal ga je tržaški profesor Pavle Merkù. Nekaj primerov: vinika za trto, brina za smreko, pliska za pastirico, sirjavac za tur, lonice za senene kopice. Beseda za streho strieha velja le za slamnato streho, opečnata streha ima že furlansko ime. Primeri imen krajev: Mužac - Musi, Ta na Meji (Passo Tanamea), sedlo Zajavor (Bocchetta di Zaiaur) in priimek Meršoli (Merschioli). 
Pavle Merkù, znan slovenist, je o narečju izjavil: “Čeprav se izgublja, hira, izumira, je to takšna dragocenost, da napolni z zadoščenjem celotno moje življenje."  Merkù je po tridesetletnem zbiranju izdal Lessico del dialetto sloveno del Torre/Besedišče terskega narečja. 
Več o jeziku je mogoče spoznati v pesmih Viljema Černa v zbirki Terska dolina, ki jih je zbrala Milena Kožuh.

## Zgodovinski spomeniki in zanimivosti
V cerkvi v Bardu je mogoče videti križev pot, naslikan na lesu z napisi v domačem narečju, orgle iz leta 1743 in krstilnik. V cerkvi v Zavarhu so orgle iz leta 1925, ki jih je izdelal Ivan Kacin, leta 2011 pa obnovil Franc Zanin, mozaiki Vstajenje na steni za oltarjem in pet mozaičnih tabel na stenah cerkve ter slike na lesu, ki predstavljajo križev pot, prav tako s podnapisi v terskem narečjem in tersko pokrajino v ozadju. Avtor obeh križevih potov in mozaikov je župnik v Bardu in Zavarhu don Renzo Calligaro.

## Kultura
"Planet Bardo" je pester program različnih kulturnih prireditev kot je likovna kolonija, glasbeni dogodki, gledališki večer, kjer so v ospredju različna narečja Terske in sosednjih dolin, ter ljudski prazniki. Predvsem likovne kolonije se udeležijo umetniki iz različnih držav.